# Aeroportul San Felipe
Aeroportul San Felipe (IATA: SFH, ICAO: MMSF) este un aeroport din San Felipe⁠(d), Mexicali, Baja California, Mexic ce deservește zona San Felipe⁠(d). A fost numit după zona deservită.
Situat la o altitudine de 10 m, aeroportul dispune de o singură pistă.